# Ministero degli affari esteri (Brasile)
Il ministero degli affari esteri (in portoghese: Ministério das Relações Exteriores; MRE), conosciuto anche per metonimia come Itamaraty, è un dicastero del governo brasiliano deputato al controllo delle relazioni del Brasile con gli altri Stati.
L'attuale ministro è Mauro Vieira, in carica dal 1º gennaio 2023.